# 新布盧姆菲爾德 (密蘇里州)
新布盧姆菲爾德（英語：New Bloomfield）是位於美國密蘇里州卡勒韋縣的城市。

## 人口
根據2020年美國人口普查的數據，新布盧姆菲爾德的面積為6.07平方千米，當中陸地面積為6.00平方千米，而水域面積為0.07平方千米。當地共有人口687人，而人口密度為每平方千米113人。